# Кватро Страде (Фрозиноне)
Кватро Страде је насеље у Италији у округу Фрозиноне, региону Лацио.
Према процени из 2011. у насељу је живело 533 становника. Насеље се налази на надморској висини од 144 м.